# Yutupis
Yutupis es una localidad peruana ubicada en el distrito de Río Santiago, provincia de Condorcanqui, departamento de Amazonas en el noreste del Perú. Está ubicada a orillas del río Santiago, uno de los principales afluentes del río Marañón.
Es una comunidad nativa del pueblo indígena Awajún reconocida con Resolución de Titulación número R.D. 016-99-CTAR-A-DR-AG/D.